# Pimpla flavipennis
Pimpla flavipennis là một loài tò vò trong họ Ichneumonidae.